# The Bleeding
The Bleeding (engl. für Das Bluten) ist das vierte Studioalbum der amerikanischen Death-Metal-Band Cannibal Corpse. 

## Entstehungsgeschichte
Der Gitarrist Bob Rusay verließ vor der Aufnahme des Albums die Band und wurde von Rob Barret, der zuvor bei Malevolent Creation spielte, ersetzt. Für Chris Barnes war es das letzte Album mit Cannibal Corpse. Im Gegensatz zu den ersten drei Alben singt Chris Barnes sehr viel verständlicher und verzichtet auf übertriebenes Growling.
The Bleeding war das erste Album von Cannibal Corpse, das als zensierte Version mit einem „neutralen Cover“ ausgestattet wurde. Das neutrale Cover zeigt einen vergrößerten Bildausschnitt des ursprünglichen Covers. Im Innencover befindet sich das Originalartwork; ein Mann, der aus einer Masse an organisch verbundenen Zombies herausragt.
Eine remasterte Version des Albums wurde mit einem Bonuslied, einer Coverversion des Liedes „The Exorcist“ von der Band Possessed veröffentlicht. Diese Coverversion fand sich zuvor schon auf der Hammer Smashed Face-EP. 
Zum Lied Staring Through the Eyes of the Dead wurde ein Musikvideo gedreht. Das in Schwarzweiß gefilmte Video zeigt neben Liveaufnahmen eine fiktive misslungene Operation.

## Titelliste
1. Staring Through the Eyes of the Dead – 3:30
2. Fucked with a Knife – 2:15
3. Stripped, Raped and Strangled – 3:27
4. Pulverized – 3:34
5. Return to Flesh – 4:21
6. The Pick-Axe Murders – 3:03
7. She Was Asking for It – 4:33
8. The Bleeding – 4:20
9. Force Fed Broken Glass – 5:02
10. An Experiment in Homicide – 2:36